# Japonia na Letnich Igrzyskach Olimpijskich 1928
Na Letnich Igrzyskach Olimpijskich 1928 reprezentowało Japonię 40 sportowców (39 mężczyzn i 1 kobieta) w 31 konkurencjach. Po raz pierwszy w historii startów na letnich igrzyskach w olimpijskiej reprezentacji Japonii wystąpiły kobiety. Kinue Hitomi zdobyła srebrny medal w biegu na 800 m.

## Medaliści
| Medal  | Nazwisko                                                                 | Sport         | Konkurencja                                   |
| ------ | ------------------------------------------------------------------------ | ------------- | --------------------------------------------- |
| Złoto  | Mikio Oda                                                                | Lekkoatletyka | Mężczyźni, trójskok                           |
| Złoto  | Yoshiyuki Tsuruta                                                        | Pływanie      | Mężczyźni, 200 m stylem klasycznym            |
| Srebro | Kinue Hitomi                                                             | Lekkoatletyka | Kobiety, biegu na 800 m                       |
| Srebro | Hiroshi Yoneyama, Nobuo Arai, Tokuhei Sada, Katsuo Takaishi i Kazuo Noda | Pływanie      | Mężczyźni, sztafeta 4 × 200 m stylem dowolnym |
| Brąz   | Katsuo Takaishi                                                          | Pływanie      | Mężczyźni, 100 m stylem dowolnym              |

## Skład kadry

### Boks
Mężczyźni
| Zawodnik      | Konkurencja     | 1/16             | 1/8              | Ćwierćfinał      | Półfinał         | Finał            | Finał           |
| Zawodnik      | Konkurencja     | Przeciwnik Wynik | Przeciwnik Wynik | Przeciwnik Wynik | Przeciwnik Wynik | Przeciwnik Wynik | Miejsce         |
| ------------- | --------------- | ---------------- | ---------------- | ---------------- | ---------------- | ---------------- | --------------- |
| Fuji Okamoto  | waga kogucia    |                  | Traynor P        | → Nie awansował  | → Nie awansował  | → Nie awansował  | → Nie awansował |
| Kintaro Usuda | waga półśrednia | Fernández W      | Hall W           | Smile P          | → Nie awansował  | → Nie awansował  | → Nie awansował |

### Jeździectwo

#### Skoki przez przeszkody
| Zawodnik          | Koń    | Konkurencja   | Kary | Miejsce |
| ----------------- | ------ | ------------- | ---- | ------- |
| Shigetomo Yoshida | Kyuzan | indywidualnie | DNF  | DNF     |

#### Ujeżdżenie
| Zawodnik     | Koń      | Konkurencja   | Średnia punktów | Miejsce |
| ------------ | -------- | ------------- | --------------- | ------- |
| Kozeki Okada | Kyuzan   | indywidualnie | 193,70          | 20.     |
| Kohei Yusa   | Sakigake | indywidualnie | 166,96          | 28.     |

#### WKKW
| Zawodnik    | Koń     | Konkurencja   | Ujeżdżenie | Ujeżdżenie | Coross-Country | Coross-Country | Skoki | Skoki   | Wynik końcowy | Wynik końcowy |
| Zawodnik    | Koń     | Konkurencja   | Pkt        | Miejsce    | Pkt            | Miejsce        | Pkt   | Miejsce | Pkt           | Miejsce       |
| ----------- | ------- | ------------- | ---------- | ---------- | -------------- | -------------- | ----- | ------- | ------------- | ------------- |
| Shunzo Kido | Kyu Gun | indywidualnie | 200,66     | 17.        | 1 432          | 5.             | 180   | 20.     | 1 812,66      | 21.           |

### Lekkoatletyka
Mężczyźni
Konkurencje biegowe
| Zawodnik                                                  | Konkurencja        | Eliminacje | Eliminacje | Półfinał        | Półfinał        | Finał            | Finał            |
| Zawodnik                                                  | Konkurencja        | Wynik      | Miejsce    | Wynik           | Miejsce         | Wynik            | Miejsce          |
| --------------------------------------------------------- | ------------------ | ---------- | ---------- | --------------- | --------------- | ---------------- | ---------------- |
| Iwao Aizawa                                               | 100 m              | ?          | 4.         | → Nie awansował | → Nie awansował | → Nie awansował  | → Nie awansował  |
| Iwao Aizawa                                               | 200 m              | 22,06      | 3.         | → Nie awansował | → Nie awansował | → Nie awansował  | → Nie awansował  |
| Juichi Nagatani                                           | 10 000 m           |            |            |                 |                 | ?                | 19.              |
| Juichi Nagatani                                           | maraton            |            |            |                 |                 | 3:03:34          | 48.              |
| Kanematsu Yamada                                          | maraton            |            |            |                 |                 | 2:35:29          | 4.               |
| Seiichiro Tsuda                                           | maraton            |            |            |                 |                 | 2:36:20          | 6.               |
| Yoshio Miki                                               | 110 m przez płotki | 15,4       | 1.         | ?               | 6.              | → Nie awansował  | → Nie awansował  |
| Iwao Aizawa Seishichi Inuma Shigetoshi Osawa Chuhei Nanbu | sztafeta 4 × 100 m | ?          | 3.         |                 |                 | → Nie awansowali | → Nie awansowali |

Konkurencje techniczne
| Zawodnik          | Konkurencja    | Kwalifikacje | Kwalifikacje | Finał           | Finał           |
| Zawodnik          | Konkurencja    | Wynik        | Miejsce      | Wynik           | Miejsce         |
| ----------------- | -------------- | ------------ | ------------ | --------------- | --------------- |
| Ichiro Furuyama   | rzut dyskiem   | 37,89        | 27.          | → Nie awansował | → Nie awansował |
| Yoshio Okita      | rzut dyskiem   | 36,38        | 30.          | → Nie awansował | → Nie awansował |
| Yoshio Okita      | rzut młotem    | 44,41        | 15.          | → Nie awansował | → Nie awansował |
| Kosaku Sumiyoshi  | rzut oszczepem | 59,05        | 13.          | → Nie awansował | → Nie awansował |
| Yonetaro Nakazawa | skok o tyczce  | 3,66         | 1. ex aequo  | 3,90            | 6.              |
| Kazuo Kimura      | skok wzwyż     | 1,83         | 1. ex aequo  | 1,88            | 6.              |
| Mikio Oda         | skok wzwyż     | 1,83         | 1. ex aequo  | 1,88            | 7. ex aequo     |
| Mikio Oda         | skok w dal     | 7,11         | 11.          | → Nie awansował | → Nie awansował |
| Mikio Oda         | trójskok       | 15,21        | 1.           | 15,21           | złoto           |
| Chuhei Nanbu      | trójskok       | 15,01        | 2.           | 15,01           | 4.              |
| Chuhei Nanbu      | skok w dal     | 7,25         | 9.           | → Nie awansował | → Nie awansował |

| Zawodnik          | Konkurencje   | Konkurencje                | Wyniki | Punkty        | Miejsce | Sumarycznie       | Sumarycznie |
| Zawodnik          | Konkurencje   | Konkurencje                | Wyniki | Punkty        | Miejsce | Punkty            | Miejsce     |
| ----------------- | ------------- | -------------------------- | ------ | ------------- | ------- | ----------------- | ----------- |
| Tatsuo Toki       | dziesięciobój | bieg 100 m                 | 11.6   | 683 (762)     | 7.      | 683 (762)         | 7.          |
| Tatsuo Toki       | dziesięciobój | skok w dal                 | 6,90   | 790 (828,5)   | 2.      | 1 473 (1 590,5)   | 6.          |
| Tatsuo Toki       | dziesięciobój | pchnięcie kulą             | 11,03  | 548 (569)     | 24.     | 2 021 (2 159,5)   | 13.         |
| Tatsuo Toki       | dziesięciobój | skok wzwyż                 | 1,75   | 585 (748)     | 6.      | 2 606 (2 907,5)   | 8.          |
| Tatsuo Toki       | dziesięciobój | bieg 400 m                 | 54,4   | 617 (766,88)  | 19.     | 3 223 (3 674,38)  | 10.         |
| Tatsuo Toki       | dziesięciobój | bieg na 110 m przez płotki | 16,8   | 620 (829)     | 13.     | 3 843 (4 503,38)  | 10.         |
| Tatsuo Toki       | dziesięciobój | rzut dyskiem               | 34,01  | 544 (574,4)   | 16.     | 4 387 (5 077,78)  | 11.         |
| Tatsuo Toki       | dziesięciobój | skok o tyczce              | 3,10   | 381 (541)     | 16.     | 4 768 (5 618,78)  | 11.         |
| Tatsuo Toki       | dziesięciobój | rzut oszczepem             | 45,83  | 527 (582,825) | 13.     | 5 295 (6 201,605) | 13.         |
| Tatsuo Toki       | dziesięciobój | bieg na 1500 m             | 5:10,8 | 499 (556)     | 15.     | 5 794 (6 757,605) | 12.         |
| Tatsuo Toki       | dziesięciobój | Wynik końcowy              |        |               |         | 5 794 (6 757,605) | 12.         |
| Yonetaro Nakazawa | dziesięciobój | bieg 100 m                 | 12,4   | 531 (571,6)   | 34.     | 531 (571,6)       | 34.         |
| Yonetaro Nakazawa | dziesięciobój | skok w dal                 | 6,04   | 595 (617,80)  | 27.     | 1 126 (1 189,4)   | 32.         |
| Yonetaro Nakazawa | dziesięciobój | pchnięcie kulą             | 10,37  | 508 (503)     | 30.     | 1 634 (1 692,4)   | 31.         |
| Yonetaro Nakazawa | dziesięciobój | skok wzwyż                 | 1,75   | 585 (748)     | 6.      | 2 219 (2 440,4)   | 27.         |
| Yonetaro Nakazawa | dziesięciobój | bieg 400 m                 | 1:01,8 | 350 (488,64)  | 35.     | 2 569 (2 929,040) | 29.         |
| Yonetaro Nakazawa | dziesięciobój | bieg na 110 m przez płotki | 18,4   | 464 (677)     | 25.     | 3 033 (3 606,04)  | 27.         |
| Yonetaro Nakazawa | dziesięciobój | rzut dyskiem               | 31,43  | 493 (476,36)  | 25.     | 3 526 (4 082,4)   | 26.         |
| Yonetaro Nakazawa | dziesięciobój | skok o tyczce              | 3,70   | 535 (865)     | 1.      | 4 061 (4 947,4)   | 22.         |
| Yonetaro Nakazawa | dziesięciobój | rzut oszczepem             | 40,33  | 447 (431,575) | 24.     | 4 508 (5 378,975) | 22.         |
| Yonetaro Nakazawa | dziesięciobój | bieg na 1500 m             | 5:54,6 | 287 (293,2)   | 24.     | 4 795 (5 672,175) | 22.         |
| Yonetaro Nakazawa | dziesięciobój | Wynik końcowy              |        |               |         | 4 795 (5 672,175) | 22.         |

Kobiety
Konkurencje biegowe
| Zawodnik     | Konkurencja | Eliminacje | Eliminacje | Półfinał | Półfinał | Finał            | Finał            |
| Zawodnik     | Konkurencja | Wynik      | Miejsce    | Wynik    | Miejsce  | Wynik            | Miejsce          |
| ------------ | ----------- | ---------- | ---------- | -------- | -------- | ---------------- | ---------------- |
| Kinue Hitomi | 100 m       | 12,80      | 1.         | ?        | 4.       | → Nie awansowała | → Nie awansowała |
| Kinue Hitomi | 800 m       | 2:26,4     | 2.         |          |          | 2:17,6           | srebro           |

### Pływanie
Mężczyźni
| Zawodnik                                                            | Konkurencja      | Eliminacje | Eliminacje | Półfinał        | Półfinał        | Finał           | Finał           |
| Zawodnik                                                            | Konkurencja      | Czas       | Miejsce    | Czas            | Miejsce         | Czas            | Miejsce         |
| ------------------------------------------------------------------- | ---------------- | ---------- | ---------- | --------------- | --------------- | --------------- | --------------- |
| Katsuo Takaishi                                                     | 100m dowolnym    | 1:01,2     | 2.         | 1:00,0          | 1.              | 1:00,0          | brąz            |
| Katsuo Takaishi                                                     | 400m dowolnym    | 5:22,8     | 1.         | ?               | 4.              | → Nie awansował | → Nie awansował |
| Katsuo Takaishi                                                     | 1500m dowolnym   | 21:20,8    | 1.         | DNS             | DNS             | → Nie awansował | → Nie awansował |
| Nobuo Arai                                                          | 1500m dowolnym   | 21:35,4    | 1.         | ?               | 4.              | → Nie awansował | → Nie awansował |
| Nobuo Arai                                                          | 400m dowolnym    | 5:23,4     | 2.         | DNS             | DNS             | → Nie awansował | → Nie awansował |
| Hiroshi Yoneyama                                                    | 400m dowolnym    | 5:17,8     | 2.         | ?               | 5.              | → Nie awansował | → Nie awansował |
| Takaji Takebayashi                                                  | 1500m dowolnym   | 22:30,4    | 2.         | DNF             | DNF             | → Nie awansował | → Nie awansował |
| Toshio Irie                                                         | 100m grzbietowym | 1:13,4     | 2.         | 1:14,0          | 2.              | 1:13,6          | 4.              |
| Shourai Kimura                                                      | 100m grzbietowym | ?          | 4.         | → Nie awansował | → Nie awansował | → Nie awansował | → Nie awansował |
| Yoshiyuki Tsuruta                                                   | 100m klasycznym  | 2:50,0     | 1.         | 2:49,2          | 1.              | 2:48,8          | złoto           |
| Yuki Mawatari                                                       | 100m klasycznym  | ?          | 4.         | → Nie awansował | → Nie awansował | → Nie awansował | → Nie awansował |
| Hiroshi Yoneyama Nobuo Arai Tokuhei Sata Katsuo Takaishi Kazuo Noda | 4 × 200 dowolnym | 9:42,6     | 2.         |                 |                 | 9:41,4          | srebro          |

### Skoki do wody
Mężczyźni
| Zawodnik        | Konkurencja                  | Eliminacje | Eliminacje | Finał  | Finał   |
| Zawodnik        | Konkurencja                  | Punkty     | Miejsce    | Punkty | Miejsce |
| --------------- | ---------------------------- | ---------- | ---------- | ------ | ------- |
| Fumio Takashina | trampolina 3 m indywidualnie | 139,82     | 3.         | 139,78 | 9.      |

### Wioślarstwo
Mężczyźni
| Zawodnicy                                                              | Konkurencja           | Runda I          | Repasaże I      | Runda II         | Repasaże II      | Ćwierćfinał      | Półfinał         | Finał            | Finał            |
| Zawodnicy                                                              | Konkurencja           | Przeciwnik Czas  | Przeciwnik Czas | Przeciwnik Czas  | Przeciwnik Czas  | Przeciwnik Czas  | Przeciwnik Czas  | Czas             | Miejsce          |
| ---------------------------------------------------------------------- | --------------------- | ---------------- | --------------- | ---------------- | ---------------- | ---------------- | ---------------- | ---------------- | ---------------- |
| Kinichiro Ishii                                                        | jedynka               | Josef Straka DNF | → Nie awansował | → Nie awansował  | → Nie awansował  | → Nie awansował  | → Nie awansował  | → Nie awansował  | → Nie awansował  |
| Kazuo Nose Makoto Tsushida Isamu Takashima Hachiro Sato Tsukasa Sonobe | czwórka ze sternikiem | Polska 7:49.0    | Francja 7:51.4  | → Nie awansowali | → Nie awansowali | → Nie awansowali | → Nie awansowali | → Nie awansowali | → Nie awansowali |

### Zapasy
Mężczyźni - styl wolny
| Zawodnik      | Konkurencja | 1/8              | Ćwierćfinał      | Półfinał         | Finał            | Finał           |
| Zawodnik      | Konkurencja | Przeciwnik Wynik | Przeciwnik Wynik | Przeciwnik Wynik | Przeciwnik Wynik | Pozycja         |
| ------------- | ----------- | ---------------- | ---------------- | ---------------- | ---------------- | --------------- |
| Isuke Shinmen | waga lekka  |                  | Hans Mollet P    | → Nie awansował  | → Nie awansował  | → Nie awansował |